# War (grup de música)
War (anomenada inicialment Eric Burdon & War) és una formació nord-americana de funk originària de Long Beach (Califòrnia). S'ha mantingut activa fins a l'actualitat des de la seva fundació el 1969. És la banda de Eric Burdon, l'ex-vocalista de The Animals. Un dels seus grans hits, és el senzill "Low Rider", a més de la famosa cançó de 1975: Why Can't We Be Friends?

## Discografia
Àlbums d'estudi
- 1970: Eric Burdon declaris "War" (com Eric Burdon and War)
- 1970: The Black-Man's Burdon (àlbum doble, com Eric Burdon and War)
- 1971: War
- 1971: All Day Music
- 1972: The World Is a Ghetto
- 1973: Deliver the Word
- 1975: Why Can't We Be Friends?
- 1976: Love Is All Around (War amb Eric Burdon, majoritàriament enregistraments del període 1969-70 no publicats)
- 1976: Platinum Jazz (àlbum doble, meitat nou, meitat compilació)
- 1977: Galaxy
- 1978: Youngblood (soundtrack)
- 1979: The Music Band
- 1979: The Music Band 2
- 1982: Outlaw
- 1983: The Music Band – Jazz
- 1983: Life (is So Strange)
- 1985: Where There's Smoke
- 1987: On Fire
- 1994: (Peace Sign) (àlbum doble en l'edició LP)
- 2014: Evolutionary

Àlbums en viu
- 1974: War Live (àlbum doble)
- 1980: The Music Band Live
- 2008: Greatest Hits Live (també venut a DVD)

Compilacions
- 1976: Greatest Hits (inclosa una nova cançó)
- 1982: The Best of the Music Band
- 1987: The Best of War ... and More (incloses dues noves cançons i un remix)
- 1996: The Best of Eric Burdon and War
- 1996: Anthology (1970-1994) (àlbum doble)
- 1999: Grooves and Messages (àlbum doble, meitat compilació, meitat remixes)
- 2003: The Very Best of War (àlbum doble, similar a "Anthology")

Àlbums de rellançament
- 1992: Rap Declares War (diversos artistes, amb samples de la banda)
- 1997: War Stories (àlbum solista de Lonnie Jordan, incloses sis covers de cançons prèviament gravades per War)